# HMAS Adelaide (könnyűcirkáló)
A HMAS Adelaide az Ausztrál Királyi Haditengerészet egyik Town-osztályú könnyűcirkálója volt. A hajó Dél-Ausztrália fővárosáról, Adelaide-ről kapta a nevét.

## Építése
Az Adelaide építését 1915. november 20-án kezdték a Sydney-i Kakadu-szigeteken található HMA Naval Dockyard hajógyárban. Vízre bocsátására 1918. július 27-én került sor, Sir Ronald Munro Ferguson, Novar vikomtja, Ausztrália brit főkormányzója feleségének, Lady Helen Munro Fergusonnak a jelenlétében. A hajó befejezésére csak jóval később került sor, mivel egy ellenséges támadás következtében a hajtómű fontos alkatrészei elvesztek. Emiatt a hajó meg is kapta a „Long Delayed” (Sokat késő) becenevet. Az Adelaide-et 1922. július 31-én fejezték be, és 1922. augusztus 5-én állították hadrendbe.
A könnyűcirkáló testvérhajói közül három, a Melbourne, a Sydney és a Brisbane szintén az Ausztrál Királyi Haditengerészetnél szolgált, de ezek a hajók a Town-osztály Chatham-alosztályába tartoztak, míg az Adelaide a Birmingham-alosztály tagja volt. A hajók közti fő különbség az volt, hogy az Adelaide-nek csupán három kéménye volt.

## Szolgálata

### 1922-1939
Az Adelaide-et 1939. május 17-én kivonták a hadrendből, és a tartalék hajók közé került. Ekkor a hajó legénysége Angliába utazott, hogy átvegye az Ausztrál Királyi Haditengerészet újonnan kapott könnyűcirkálóját, a HMAS Perth-et. 1939. szeptember 1-jén, mikor kitört a második világháború, az Adelaide-ot azonnal hadrendbe állították, és új legénységet kapott.

### Második világháború
A második világháború kitörését követően, 1940-ben, az Adelaide-ot az egyik francia gyarmathoz, Új-Kaledóniához küldték, hogy lépjen közbe, ha a Vichy-Franciaország csapatai át akarnák venni a kolónia irányítását.
Az Adelaide is azon szövetséges hadihajók egyike volt, amelyek jelen voltak a Sydney-i kikötő elleni japán tengeralattjáró támadásnál, 1942. május 31-én.
1942. november 28-án a HMAS Adelaide és a holland Jacob van Heemskerk cirkáló azonosította és megrongálta a német Ramses ellátóhajót, melyet később saját legénysége elsüllyesztett az Indiai-óceánon.
1946. május 13-án a hajót kitörölték a nyilvántartásból, majd 1949. január 24-én eladták az ausztrál Iron and Steel Pty Ltd-nek. 1949. április 2-án a hajót átvontatták az Új-Dél-Wales-i Port Kemblába, ahol szétbontották.

## Emlékmű

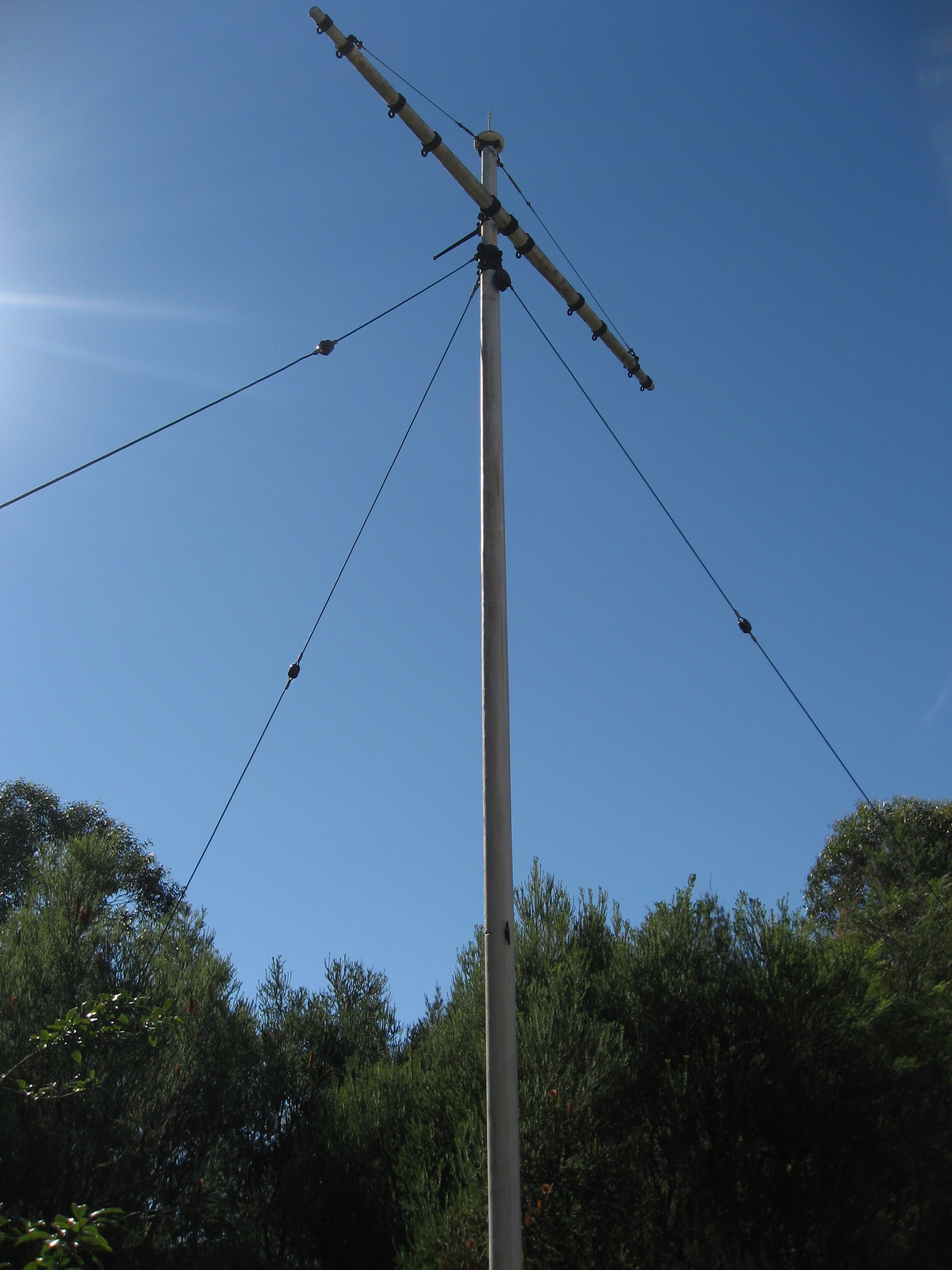
Az Adelaide főárbóca

1950 körül a HMAS Adelaide fő árbócát emlékműként kiállították a sydney-i Ku-ring-gai Chase National Parkban, közvetlen a Szfinx-emlékmű mellett. Az emlékmű mellé egy névtáblát és a hajó történetének rövid összefoglalóját is kitették.